# 쓰치우라정
쓰치우라정(土浦町)은 이바라키현 니하리군에 있던 정이다. 현재의 쓰치우라시에 해당한다.

## 역사
- 1889년 4월 1일 - 정촌제 시행에 수반해 니하리군 쓰치우라촌이 단독으로 자치체를 형성하였다.
- 1937년 4월 1일 - 니하리군 나카야촌을 편입하였다.
- 1938년 6월 1일 - 니하리군 후지사와촌의 일부를 편입하였다.
- 1939년 6월 1일 - 니하리군 히가시촌을 편입하였다.
- 1940년 11월 3일 - 니하리군 마나베정과 신설합병해 쓰치우라시가 성립하여, 동일 쓰치우라정은 폐지되었다.

## 지리
동서로 약 2.4km, 남북으로 약 1.6km, 동쪽으로는 하마케우라를 바라보고 남쪽은 사쿠라가와 강이 가로막고 있다. 저지대가 많고 대체로 평탄하다. 중심 시가지에는 상가가 밀집해 있다. 

## 교통
남북으로 국도가 관통하고, 그 외 큰 도로가 종횡으로 이어진다. 철도는 우에노-히라마에 있고 쓰치우라 정거장이 있다. 수운은 이나시키, 사와라, 조시에기선편이 있는 수륙의 요충지이다. 

### 철도
- 철도부
  - 조반선
- 쓰쿠바철도 쓰쿠바선

### 항구
아사히마루 기선소가 쓰치우라-사와라-오후네즈, 조시 기선회사가 쓰치우라-조시를 왕복 운항하며 메이지 다이쇼 시대 호수 교통의 근간을 이루었다. 쓰치우라-사하라 구간은 쓰치우라(가와구치강 하구), 오키슈쿠, 기하라, 기와라, 우시와타, 아리카와, 시도자키, 이노카미, 고다카미, 교몬, 아소, 우쇼, 우시보리, 아라카와, 사와라의 각 발착지를 연결했다. 

### 승합차
- 쇼와 7년의 츠치우라 발착 버스 노선과 경영 회사이다.
  - 마나베-이시오카 (혼바시 자동차)
  - 마나베-카키오카 (헤이와 자동차)
  - 오오와다 (카스미 자동차)
  - 아미 (조난전철) 
    - 가미가우라 해군 항공대
- 기하라-에도자키 (쓰치우라 자동차)
- 아라카와 오키 - 우시쿠 (혼바시 자동차)
- 나카네 - 이치노야 - 오소네 - 호조 ( 아사히 자동차 상회 )
- 오다-호죠-치쿠바 (카스미 자동차)
- 다니타베-미카이도-이와이-사카이 (쓰치우라 자동차)

## 도로
- 미토 가도 (리쿠젠하마 가도)

## 참고문헌
- 角川日本地名大辞典 8 茨城県